# Anaoma (Alasa)
Anaoma is een bestuurslaag in het regentschap Nias Utara van de provincie Noord-Sumatra, Indonesië. Anaoma telt 1244 inwoners (volkstelling 2010).